# Pfarrkirche Windisch Bleiberg

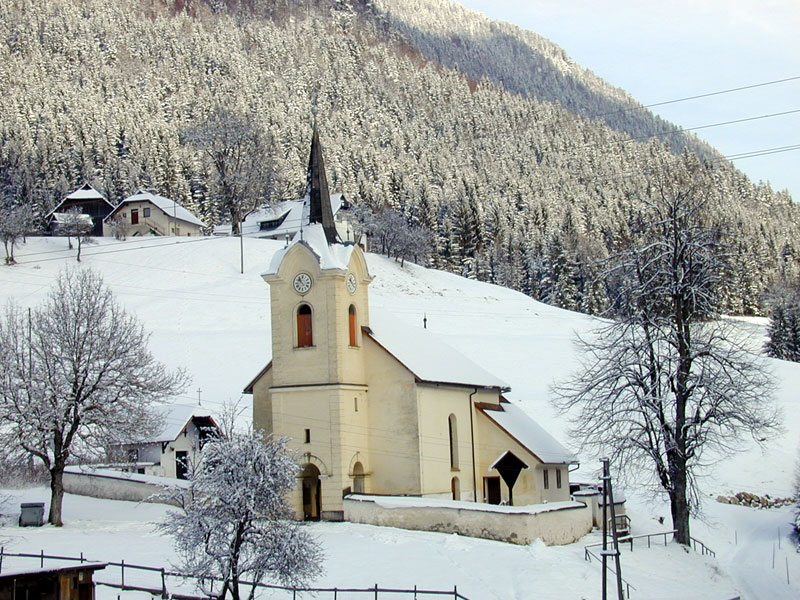
Katholische Pfarrkirche hl. Erhard in Windisch Bleiberg

Die römisch-katholische Pfarrkirche Windisch Bleiberg steht am Hang oberhalb der Straße in der Ortschaft Windisch Bleiberg in der Stadtgemeinde Ferlach im Bezirk Klagenfurt-Land in Kärnten. Die dem Patrozinium des hl. Erhard von Regensburg unterstellte Pfarrkirche gehört zum Dekanat Ferlach/Borovlje in der Diözese Gurk-Klagenfurt. Die Kirche und der Friedhof stehen unter Denkmalschutz (Listeneintrag).

## Geschichte
Urkundlich wurde 1364 eine Kirche genannt.
Laut Bauinschriften wurde die Kirche 1802, 1857 und 1908 baulich verändert und eingerichtet.

## Architektur
Das Kirchenäußere zeigt ein schlichtes Langhaus mit einem eingezogenen polygonal geschlossenen Chor und einen vorgestellten Westturm mit rundbogigen Schallöffnungen und einem Spitzhelm. Die Kirche mit großen rundbogigen Fenstern ist von einem Friedhof umgeben. Das Turmerdgeschoß ist durch Arkaden nach drei Seiten geöffnet. Das breite Westportal hat einen gedrückten Bogen. Südlich steht ein Sakristeianbau.
Das Kircheninnere zeigt ein Langhaus unter einem Tonnengewölbe mit Stichkappen. Die Westempore auf drei Rundbogenarkaden ist kreuzgratunterwölbt. Der breite Triumphbogen ist rundbogig. Der Chor hat einen dreiseitigen Chorschluss mit Stichkappen. 

## Einrichtung
Der historistische Hochaltar und die zwei Seitenaltäre baute Mathias Slama 1908, die Statuen schuf Marzellus Geiger, am Hochaltar Taufe der hl. Ottila durch den hl. Erhard, am linken Seitenaltar in der Hauptnische die hl. Barbara und seitlich die Heiligen Apollonia und Agnes, am rechten Seitenaltar die Statue Maria und seitlich die Heiligen Josef und Johannes Evangelist.
Das historistische Orgelprospekt trägt Schnitzfiguren. Eine Glocke entstand im Anfang des 15. Jahrhunderts.